# Prklín (sídlo)
Prklín (nebo také Purklín, Perklín) bylo středověké sídlo na kopci Prklín u obce Roztoky u Jilemnice v okrese Semily v Libereckém kraji. Do dnešní doby se dochovala jen malá vesnice Prklín, připojená k Roztokám.

## Historie
Podle pověstí zde již v době raného křesťanství (dle Františka Aloise Sedláčka dokonce před naším letopočtem) stál hrad nazvaný Prklín. Byl v držení podrkonošského župana z českého kmene Charvátů a obehnán kolovou hradbou. Později byl pobořen, než jej za vlády Spytihněva I. dostal do držení údajný lech Mříč. Ten hrad nechal znovu vystavět a udělal z něj sídlo svého rodu. Roku 906 údajně hostil stodorskou princeznu Drahomíru, matku svatého Václava, během cesty za jejím budoucím manželem Spytihněvem I. Po Mříči získal Prklín jeho syn Rokyta, který také přijal křesťanství. Po zavraždění svatého Václava byl hrad zničen.
První písemná zmínka pochází až z roku 1492, kdy bylo děleno štěpanické panství. Hrad připadl Hynkovi z Valdštejna spolu s horní polovinou Jilemnice, Sytovou, Martinicemi, Jabloncem nad Jizerou a dalšími obcemi (tzv. jilemnické panství) Byl to strážný hrad na cestě do Slezska. Během třicetileté války byl hrad (stejně jako celé městečko pod ním) vypálen a zanikl. Osídlení na místě bylo nicméně obnoveno a podle Tereziánského katastru z roku 1774 byl Prklín součástí Tample. 
Okolo roku 1800 se Prklín spolu s Roztoky, Kruhem a Karlovem postavil na odpor proti pohřebnímu patentu Josefa II. Roztocký hřbitov byl obsazen vojskem z Jičína, přičemž došlo k několika potyčkám, během kterých oslepla mladá Liduše Prokůpková.
Na Prklíně byli zastřeleni 9. května 1945 Miroslav Řehák a Václav Marek, kteří se pokusili odzbrojit a zajmout prchající jednotku Wehrmachtu.